# علي بلاغي (حومة أبهر)
علي بلاغي (بالفارسية: علی بلاغی) هي قرية تقع في إيران في منطقة مركزية ريفية.